# Oleg Vasilenko
Oleg Petrovič Vasilenko (in russo Олег Петрович Василенко?; Stavropol', 6 ottobre 1973) è un allenatore di calcio russo, tecnico del Fakel Voronež.